# Épisodes de Detroit 1-8-7
Cet article présente les épisodes de la série télévisée américaine Detroit 1-8-7.

## Distribution
- Michael Imperioli (VF : Pierre-François Pistorio) : inspecteur Louis Fitch
- Natalie Martinez (VF : Élisabeth Ventura) : inspecteur Ariana Sanchez
- Jon Michael Hill (VF : Jean-Baptiste Anoumon) : inspecteur Damon Washington
- James McDaniel (VF : Luc Bernard) : sergent Jesse Longford
- Aisha Hinds (VF : Laura Zichy) : lieutenant Maureen Mason
- D.J. Cotrona (VF : Cédric Dumond) : inspecteur John Stone
- Shaun Majumder (VF : Frédéric Popovic) : inspecteur Aman Mahajan
- Erin Cummings (VF : Laurence Bréheret) : Dr Abbey Ward

## Épisodes

### Épisode 1:Le Train de la mort / Doublé de la pharmacie
- États-Unis : 21 septembre 2010 sur ABC
- France : 27 janvier 2011 sur Canal+

- États-Unis : 9,75 millions de téléspectateurs[1] (première diffusion)

- Joshua Bitton (James Burke)
- Laurie O'Brien (June Burke)
- Mo McRae (Pooch)
- Charles Baker (Marcus Mosier)
- Brian Durkin (uniformed cop)
- Vickie Eng (old lady neighbor)
- John Gordon III (driver)
- Maria Howell (woman accident witness)
- Steve Coulter (hostage negotiator)
- Rey Hernandez (SWAT commander)
- IronE Singleton (priest)
- Ted Huckabee (security guard)
- Julian J. Gant (detective one)
- Randy Wolfe (detective two)
- Brian King (commuter cop)
- Kron Moore (nurse)

### Épisode 2:Héros local / Par-dessus bord
- États-Unis : 28 septembre 2010 sur ABC
- France : 27 janvier 2011 sur Canal+

- États-Unis : 8,71 millions de téléspectateurs[2] (première diffusion)

- Rochelle Aytes (Alice Williams)
- Tessa Thompson (Lauren Washington)
- Brandon Fobbs (Terrence Rendall Gibbs)
- Omar J. Dorsey (Goat)
- Mike Foy (Speedy)
- Daniele Watts (Shawna Johnson)
- Will Zahrn (Mr. Borkowski)
- Sherra Lasley (Lynette)
- Chaon Cross (Agnes Zielinski)
- Kristopher Lofton (Derek Milner)

### Épisode 3:La Maison vide / Le Soldat Inconnu
- États-Unis : 5 octobre 2010 sur ABC
- France : 3 février 2011 sur Canal+

- États-Unis : 7,83 millions de téléspectateurs[3] (première diffusion)

- Rochelle Aytes (Alice Williams)
- Todd Stashwick (Henry Malloy)
- David Aaron Baker (Landry)
- Evan Jones (Steven Hayes)
- Juanita Jennings (Sally Elliston)
- Dov Tiefenbach (JJ Zagorski)
- Malcolm Goodwin (KJ)
- Anthony Chisholm (George)
- Tim Grimm (Daniel Saunders)
- Tim Decker (Kurt Bregman)

### Épisode 4:Salade grecque / Secrets de lycéennes
- États-Unis : 12 octobre 2010 sur ABC
- France : 10 février 2011 sur Canal+

- États-Unis : 6,98 millions de téléspectateurs[4] (première diffusion)

- Xzibit (Russell Pitts)
- Nicki Micheaux (Brooke Archer)
- Keesha Sharp (Keri Rader)
- Judith Scott (Jill Simons)
- J.D. Williams (Pup Clemons)
- Daniel Owen Ross (Mark Deacon)
- R. Ernie Silva (Chito)
- Sidi Henderson (Dan)
- Jovan Johnson (« Killa' B » James)

### Épisode 5:Lav'auto / Coupure de son
- États-Unis : 19 octobre 2010 sur ABC
- France : 3 février 2011 sur Canal+

- États-Unis : 7,94 millions de téléspectateurs[5] (première diffusion)

- Cyrus Farmer (Leon Edmonds)
- Kevin Christy (Cassius « Cash » Goodwin)
- Jamai Fisher (Simone Mason)
- Anthony Skordi (Christof Petros)
- Natalie Avital (Amara Petros)
- Miriam F. Glover (Zoe Fremont)
- Stephen Louis Grush (Peter Afton)
- Craig Harris (Rev. James Boone)
- Meg Thalken (Nancy Thomas)
- Antoine McKay (Willie Holland)
- Lucas Marx (Lance Brown)

### Épisode 6:Enfant perdue / Cas d'école
- États-Unis : 26 octobre 2010 sur ABC
- France : 10 février 2011 sur Canal+

- États-Unis : 8,45 millions de téléspectateurs[6] (première diffusion)

- Rochelle Aytes (Alice Williams)
- Adriane Lenox (Eva Gibbons)
- Johanna Braddy (Elizabeth Fadden)
- Sara Mornell (Eileen Mitchell)
- Fatso Fasano (Dwayne Rollins)
- Mekenna Melvin (Karla Lawford)
- Matt Knudsen (en) (Mark Young)
- Matt DeCaro (Simon Edwards)
- Karin Anglin (Dean Pritchard)

### Épisode 7:Rupture de fiançailles / Poubelle-surprise
- États-Unis : 9 novembre 2010 sur ABC
- France : 17 février 2011 sur Canal+

- États-Unis : 7,55 millions de téléspectateurs[7] (première diffusion)

- Rochelle Aytes (Alice Williams)
- Mo McRae (Pooch)
- Kenneth Mitchell (Jeffery Cage)
- Arjay Smith (JB)
- Gwen McGee (Marybeth Ellis)
- Jack Yang (Daniel Park)
- Amari Cheatom (Jake Silva)
- Kevin Christy (Cassius «Cash » Godwin)
- Mike Bacarella (Serge Bostic)
- Ray Austin (Dutch)
- Nora Fiffer (Allegra)

### Épisode 8:Déjà vu / Tapis
- États-Unis : 16 novembre 2010 sur ABC
- France : 17 février 2011 sur Canal+

- États-Unis : 8,03 millions de téléspectateurs[8] (première diffusion)

- Jerry Adler (Max Elkin)
- Nolan Gerard Funk (Trevor Elkin)
- Andrew Caldwell (Adam Stoltz)
- Lawrence Gilliard, Jr. (Lefty Reed)
- Rob Brownstein (Detective Claude Laurent)
- Colleen Porch (Breanna Rayne)
- Jefferson Mays (Dr. Roger Kosowski)
- Joe Adler (Cliff Rouse)
- Hanna Dworkin (Lydia Cantor)
- Keith D. Gallagher (John Degan)
- Danny McCarthy (Spencer Kona)
- Eric Walker (Remi Delord)
- Elly Lachman (Sara)

### Épisode 9:Cambriolage meurtrier / Dommage collatéral
- États-Unis : 30 novembre 2010 sur ABC
- France : 24 février 2011 sur Canal+

- États-Unis : 7,29 millions de téléspectateurs[9] (première diffusion)

- Dee Wallace (Marni Eckhart)
- William Allen Young (Dr. Jonathan Dozier)
- Tessa Thompson (Lauren Washington)
- Allen Maldonado (Paul Osborne)
- Tequan Richmond (Appleman)
- Brandon Gill (Bam-Bam)
- Jane Alderman (Rita Clemons)

### Épisode 10:À l'abri / Un monde meilleur pour nos enfants
- États-Unis : 7 décembre 2010 sur ABC
- France : 24 février 2011 sur Canal+

- États-Unis : 6,83 millions de téléspectateurs[10] (première diffusion)

- Della Reese (Lorraine Henderson)
- Giancarlo Esposito (Eddie Henderson)
- Glynn Turman (Reverend Clinton P. Huey)
- Albert Hall (Brent Longford)
- Jude Ciccolella (Roy Darrow)
- Jefferson Mays (Dr. Roger Kosowski)
- Lesley Fera (Dr. Maya Ehrlich)
- Jorge-Luis Pallo (Luis Pena)
- Erin Way (Wendy Chapin-Lomeister)
- Ajgie Kirkland (Toledo Harris)

### Épisode 11:L'Homme de glace / Traitement de star
- États-Unis : 4 janvier 2011 sur ABC
- France : 6 mars 2011 sur Canal+

- États-Unis : 5,2 millions de téléspectateurs[11] (première diffusion)

- Lauren Bowles (Sara Moore)
- Marcus Giamatti (Vaughn Prince)
- Michelle Clunie (Alex Bergman)
- Kevin Bigley (Paul Flynn)
- Jonno Roberts (Neill Grantham)
- Sterling K. Brown (Cameron Jones)
- Amanda Mason Warren (Rachel Cook-Jones)
- Bernardo De Paula (Michel)
- LaRoyce Hawkins (Dorsey Gamble)
- Gregory Anderson (Coe Levin)
- Jake Cohen (Jason Gabler)
- Greta Honold (Laurel)

### Épisode 12:Les Clefs de la ville
- États-Unis : 11 janvier 2011 sur ABC
- France : sur Canal+

- États-Unis : 5,05 millions de téléspectateurs[12] (première diffusion)

- Todd Stashwick (Henry Malloy)
- Rochelle Aytes (Alice Williams)
- Dov Tiefenbach (JJ Zagorski)
- Helena Mattsson (Anna Gabov)
- Erin Way (Wendy Chapin-Lomeister)
- Anslem Richardson (Eli Jones)
- Kara Zediker (Ms. Weatherly)

### Épisode 13:Droit dans le mur
- États-Unis : 1er février 2011 sur ABC

- États-Unis : 5,49 millions de téléspectateurs[13] (première diffusion)

- Megan Dodds (Jess Harkins)
- Hedy Burress (Shayna Wilkins)
- Todd Weeks (Clark Wilkins)
- Montae Russell (Cliff Robbins)

### Épisode 14:Battue à mort / Dernière lettre
- États-Unis : 8 février 2011 sur ABC

- États-Unis : 5,49 millions de téléspectateurs[14] (première diffusion)

- Tommy Hearns (lui-m[eme)
- Megan Dodds (Jess Harkins)
- John Beasley (Joe King)
- Deanna Dugan (Helen Lakeland)
- Chadwick Boseman (Tommy Westin)
- Jocko Sims (Gimel Hooper)
- Rebecca Lowman (Adrienne Fontaine)
- Russell Richardson (Lavelle)
- Erin Way (Wendy Chapin-Lomeister)
- Rebecca Spence (Dierdre Spence)
- Abigail Droeger (April)

### Épisode 15:Héritage / Blush et Aftershave
- États-Unis : 15 février 2011 sur ABC

- États-Unis : 5,2 millions de téléspectateurs[15] (première diffusion)

- Megan Dodds (Jess Harkins)
- Michael Kenneth Williams (Clarence Warrenton)
- Raphael Sbarge (Marcus Wiler)
- Kristina Apgar (Riley Sullivan)
- Kerry O'Malley (Audrey Wiler)
- Erin Way (Wendy Chapin-Lomeister)
- Clinton Leupp (Cherry Pop/Jacob)
- Jai Rodriguez (Christina Draguilera/Joe)
- Jazzmun (Luscious Lana)
- D.J. « Shangela » Pierce (drag club performer)
- Harrison Knight (Justin Lawton)
- Adeoye (Darren Riggs)
- Ron Ware (Nate Collins)

### Épisode 16:Droit au cœur
- États-Unis : 8 mars 2011 sur ABC

- États-Unis : 5,09 millions de téléspectateurs[16] (première diffusion)

- Megan Dodds (Jess Harkins)
- Vanessa Bell Calloway (Bonnie McCord)
- J.D. Williams (Pup Clemmons)
- Kristina Apgar (Riley Sullivan)
- Erin Way (Wendy Chapin-Lomeister)
- Nick Tarabay (Amir Sakhani)
- Robert Bailey, Jr. (Brett McCord)
- R. Ernie Silva (Chito Suarez)
- Patrick Mulvey (George Sanford)
- Shanesia Davis (Wanda Cofield)
- Dexter Zollicoffer (Ethan Cofield)
- Claire Wellin (Lindsey Gaye)

### Épisode 17:Détroit PD Blues
- États-Unis : 15 mars 2011 sur ABC

- États-Unis : 5,64 millions de téléspectateurs[17] (première diffusion)

- Vadim Imperioli (Bobby)
- Alicia Coppola (Linda Garrety)
- Megan Dodds (Jess Harkins)
- Tommy Flanagan (Albert Stram)
- Erin Way (Wendy Chapin-Lomeister)
- Shahine Ezell (Nuke5)
- Kevin Carroll (Reuben Davis)
- Heidi Johanningmeier (Margie Parker)
- Royce Williams (MK)

### Épisode 18:Au Nom du Père
- États-Unis : 20 mars 2011 sur ABC[18]

- États-Unis : 4,65 millions de téléspectateurs[19] (première diffusion)

- Vadim Imperioli (Bobby)
- Megan Dodds (Jess Harkins)
- Tommy Flanagan (Albert Stram)
- Carl Lumbly (Vincent Lawrence)
- Tessa Thompson (Lauren Washington)
- Troy Winbush (Deputy Chief Johnson)
- Clifford McGhee (Tyrell Hayes)
- Jason Wells (Wendell/personnel director)